# 牛山積
牛山 積（うしやま つもる、1934年2月9日 - ）は、日本の法学者。専門は、民法・環境法。学位は、法学博士（早稲田大学・論文博士・1978年）。早稲田大学名誉教授。

## 人物・来歴
長野県諏訪郡湖東村（現茅野市）出身。長野県諏訪清陵高等学校卒業、1958年早稲田大学法学部卒業、1963年同大学院博士課程満期退学、78年「公害裁判の展開と法理論」で法学博士。1962年早大法学部助手、65年講師、67年助教授、72年教授。2004年定年退職、名誉教授、大宮法科大学院大学教授。専門は、民法・環境法。

### 学外における役職
- 日本私法学会理事
- 日本法社会学会理事
- 日本民主法律家協会理事
- 日本環境会議顧問

## 趣味
- 趣味は、山野歩き、畑づくり。血液型はAB型。

## 研究テーマ
- 損害賠償法の基本問題
- 環境保護制度における市民のイニシアティヴ

## 著書
- 『公害裁判の展開と法理論』日本評論社, 1976
- 『現代の公害法』 (現代法選書) 勁草書房, 1976
- 『公害法の課題と理論』日本評論社, 1987.5

### 共著
- 『公害と人権 健康な環境に生きる権利』 (現代の人権双書）河合研一、清水誠、平野克明共著. 法律文化社, 1974
- 『環境と法』大塚直,須網隆夫,楜沢能生,首藤重幸共著. 成文堂, 2004.3

記念論文集
- 『環境・公害法の理論と実践 牛山積先生古稀記念論文集』富井利安編集代表. 日本評論社, 2004.9

## 所属学会
- 日本私法学会
- 日本法社会学会
- 日本環境会議
- 日本環境学会
- 水資源・環境学会
- 民主主義科学者協会法律部会